# Grangeinae
 Grangeinae Benth. & Hook.f., 1873 è una sottotribù di piante angiosperme dicotiledoni della famiglia delle Asteraceae (sottofamiglia Asteroideae e tribù Astereae/clade Bellis lineage).

## Etimologia
Il nome della sottotribù deriva dal suo genere tipo Grangea Adans., 1763. Il nome del genere è stato assegnato dal botanico francese di origine scozzese Michel Adanson (1727 – 1806) probabilmente per commemorare il nome "Grange".
Il nome scientifico della sottotribù è stato definito dai botanici George Bentham (1800-1884) e Joseph Dalton Hooker (1817-1911) nella pubblicazione " Genera Plantarum ad exemplaria imprimis in herbariis Kewensibus" (Gen. Pl. [Bentham & Hooker f.] 2(1): 166, 176) del 1873.

## Descrizione

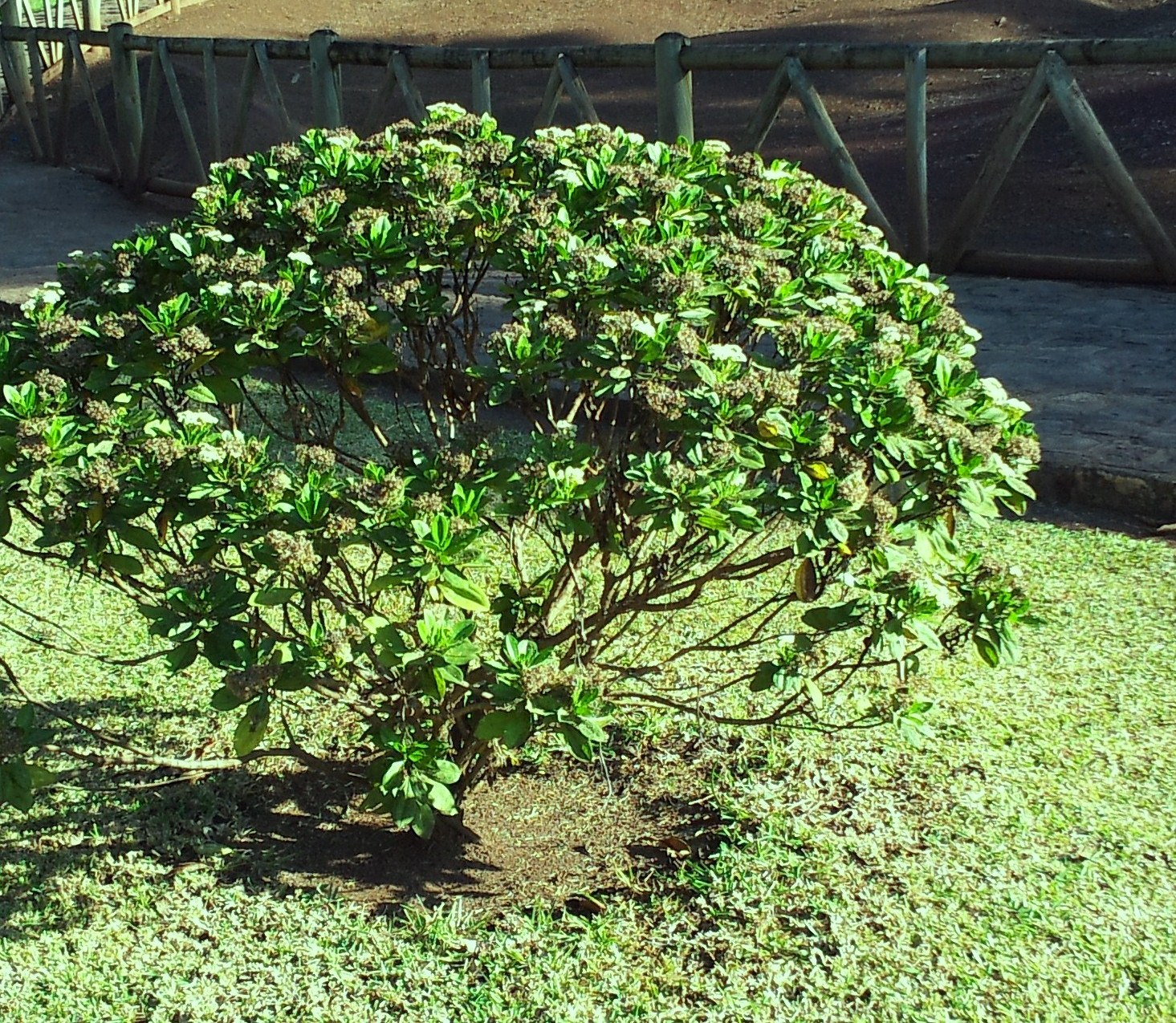
Il portamento
Psiadia_arguta

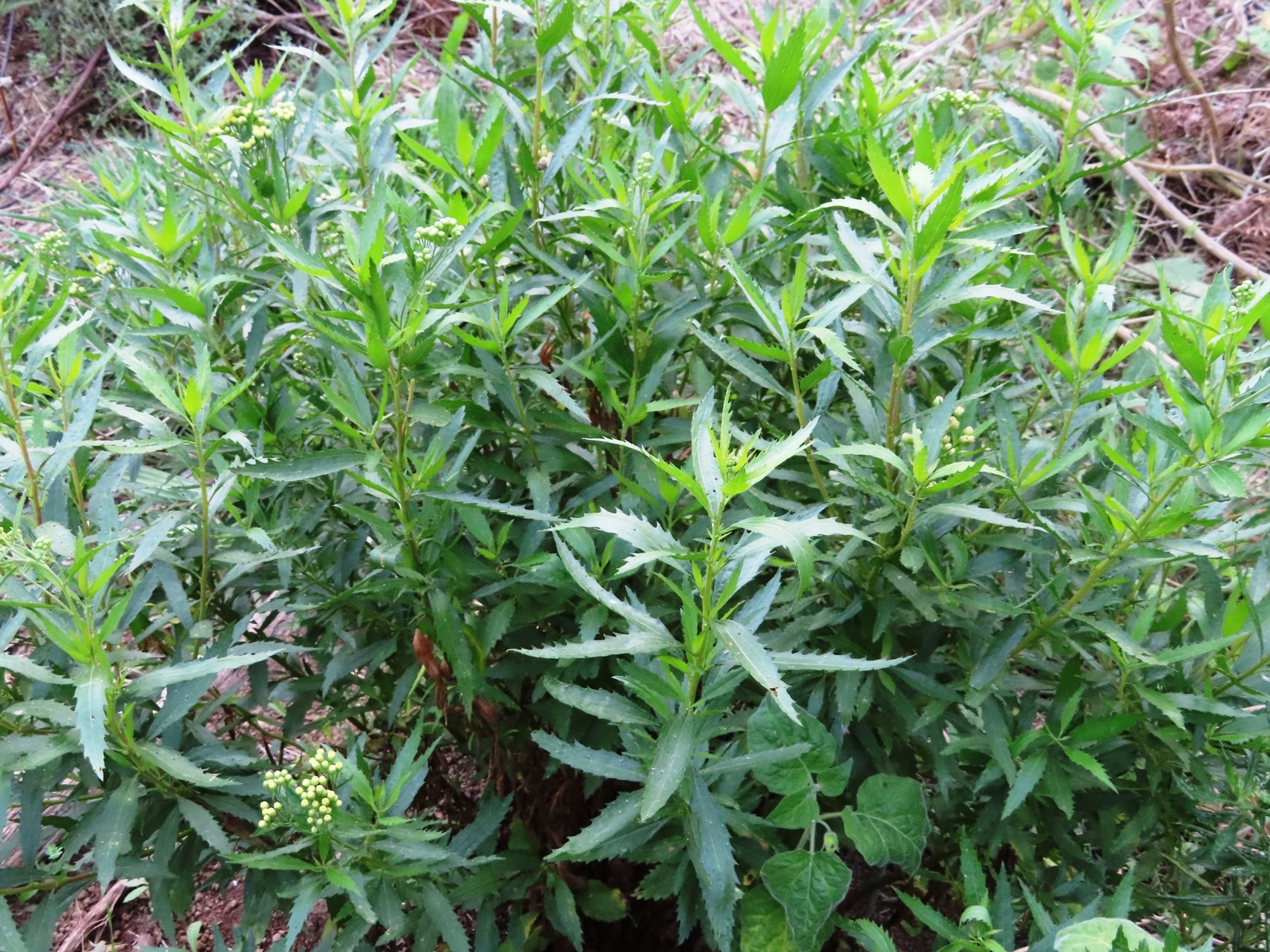
Le foglie
Nidorella_ivifolia

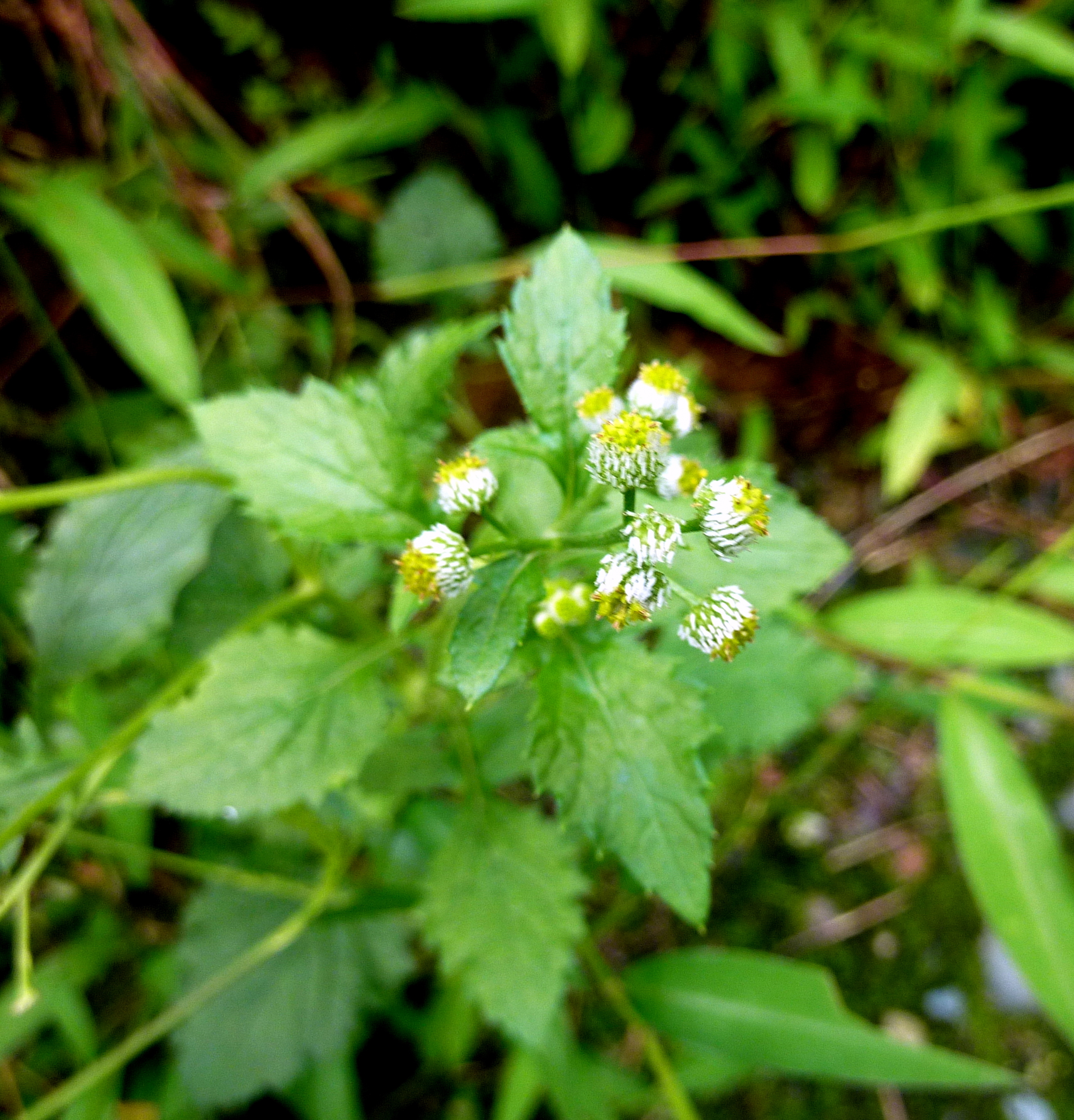
Infiorescenza
Dichrocephala_integrifolia

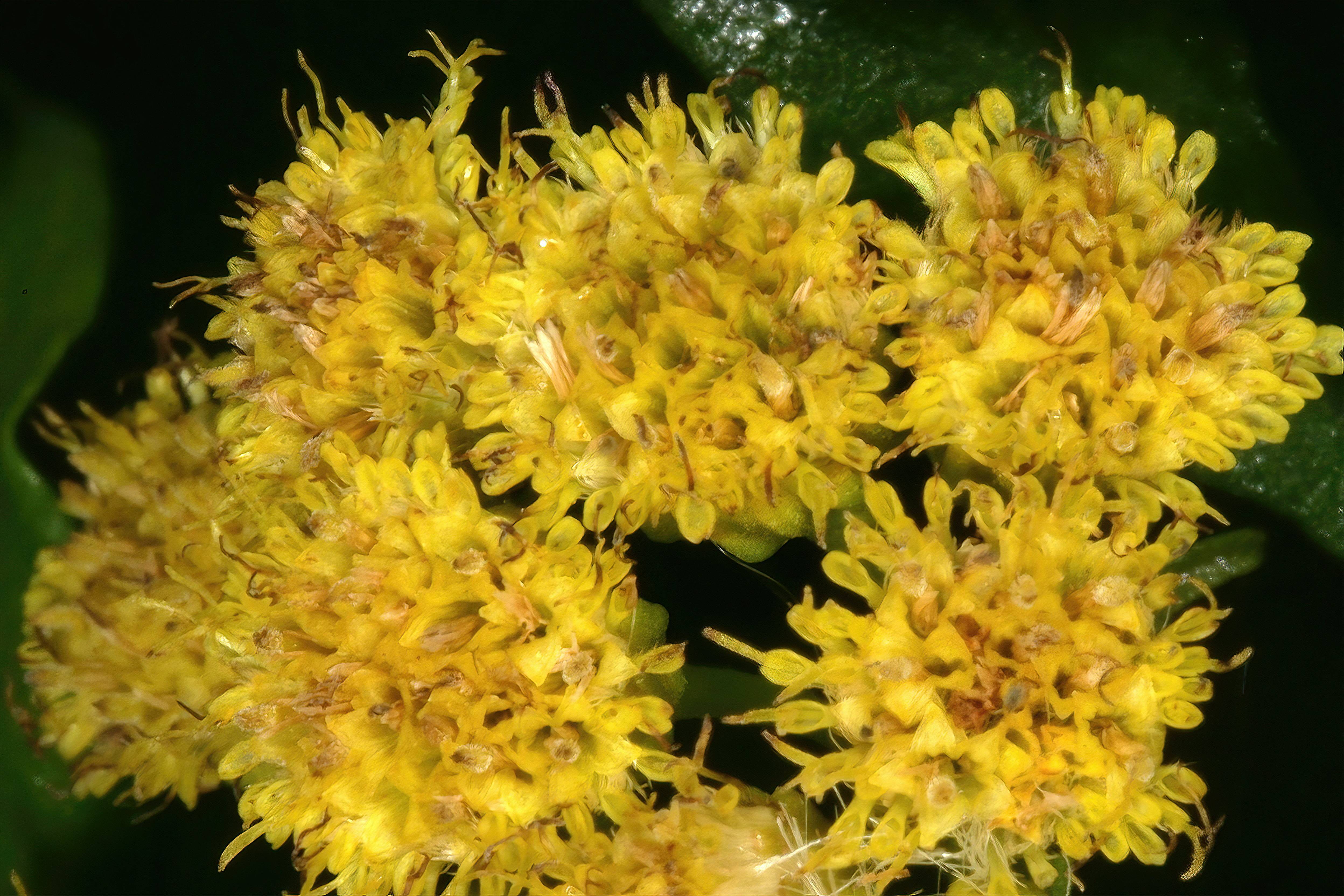
I fiori
Psiadia_punctulata

Portamento. Le specie di questo gruppo hanno un habitus di tipo erbaceo annuale o perenne con superfici normalmente ghiandolose.
Fusto. La parte aerea in genere è eretta, semplice o ramosa. 
Foglie. Le foglie in genere sono disposte in modo alternato, picciolate o sessili. Possono essere sia basali  che caulinari. La lamina varia da pennatifida a pennatosetta oppure intera; i bordi a volte sono dentati.
Infiorescenza. Le sinflorescenze sono sia scapose (capolini solitari) che composte da alcuni capolini raccolti in sciolte formazioni corimbose. Le infiorescenze vere e proprie sono composte da un capolino terminale peduncolato di tipo radiato o disciforme con fiori eterogami o omogami. I capolini sono formati da un involucro, con forme da cilindriche a campanulate, composto da diverse brattee, al cui interno un ricettacolo fa da base ai fiori di due tipi: fiori del raggio e fiori del disco. Le brattee, non carenate e a consistenza erbacea, sono disposte in modo più o meno embricato su più serie. Il ricettacolo può essere sia nudo che con pagliette a protezione della base dei fiori; la forma in genere è conica.
Fiori.  I fiori sono tetra-ciclici (formati cioè da 4 verticilli: calice – corolla – androceo – gineceo) e pentameri (calice e corolla formati da 5 elementi). Si distinguono in:
- fiori del raggio (esterni): sono femminili e sono disposti su 2 - 4 serie; la forma è ligulata (zigomorfa);
- fiori del disco (centrali): sono più numerosi con forme brevemente tubulose (attinomorfe); sono ermafroditi o funzionalmente maschili.

- Formula fiorale:

*/x K {\displaystyle \infty }, [C (5), A (5)], G 2 (infero), achenio
- Calice: i sepali del calice sono ridotti ad una coroncina di squame.

- Corolla: 
  - fiori del raggio: la forma della corolla alla base è più o meno tubulosa-imbutiforme, mentre all'apice le ligule sono assenti o appena sporgenti l'involucro; il colore è bianco, grigiastro o porpora;
  - fiori del disco: la forma è tubulare terminante in 4 lobi più o meno deltati; il colore è giallo.

- Androceo: l'androceo è formato da 5 stami sorretti da filamenti generalmente liberi; gli stami sono connati e formano un manicotto circondante lo stilo; le teche (produttrici del polline) alla base sono troncate e sono lievemente auricolate (molto raramente sono speronate o hanno una coda); le appendici apicali delle antere hanno delle forme piatte e lanceolate; il tessuto endoteciale (rivestimento interno dell'antera) è quasi sempre polarizzato (con due superfici distinte: una verso l'esterno e una verso l'interno). Il polline è sferico con un diametro medio di circa 25 micron;  è tricolporato (con tre aperture sia di tipo a fessura che tipo isodiametrica o poro) ed è echinato (con punte sporgenti).[9][11]

- Gineceo: l'ovario è infero uniloculare formato da 2 carpelli.[5] Lo stilo (il recettore del polline) è profondamente bifido (con due stigmi divergenti) e con le linee stigmatiche marginali separate.[12] I due bracci dello stilo hanno una forma deltoide e possono essere papillosi o ricoperti da ciuffi di peli.

Frutti. I frutti sono degli acheni con pappo; in alcune specie è presente un certo dimorfismo (gli acheni dei fiori del raggio differiscono dagli acheni dei fiori del disco);
- achenio: gli acheni, con forme compresse e con due nervature laterali e setolosi, possono essere sia ghiandolosi che privi di ghiandole; la parete dell'achenio è formata da celle contenenti rafidi ma prive di fitomelanina; il carpoforo normalmente è anulare; le setole talvolta hanno delle punte a forma di ancora;
- pappo: il pappo è assente o formato da corte setole o da una coroncina di scaglie connate alla base.

## Biologia
Impollinazione: l'impollinazione avviene tramite insetti (impollinazione entomogama tramite farfalle diurne e notturne).

Riproduzione: la fecondazione avviene fondamentalmente tramite l'impollinazione dei fiori (vedi sopra).

Dispersione: i semi (gli acheni) cadendo a terra sono successivamente dispersi soprattutto da insetti tipo formiche (disseminazione mirmecoria). In questo tipo di piante avviene anche un altro tipo di dispersione: zoocoria. Infatti gli uncini delle brattee dell'involucro (se presenti) si agganciano ai peli degli animali di passaggio disperdendo così anche su lunghe distanze i semi della pianta. Inoltre per merito del pappo il vento può trasportare i semi anche a distanza di alcuni chilometri (disseminazione anemocora).

## Distribuzione e habitat
Le specie di questa sottotribù sono distribuite soprattutto in Africa.

## Sistematica
La famiglia di appartenenza di questa voce (Asteraceae o Compositae, nomen conservandum) probabilmente originaria del Sud America, è la più numerosa del mondo vegetale, comprende oltre 23.000 specie distribuite su 1.535 generi, oppure 22.750 specie e 1.530 generi secondo altre fonti (una delle checklist più aggiornata elenca fino a 1.679 generi). La famiglia attualmente (2021) è divisa in 16 sottofamiglie; la sottofamiglia Asteroideae è una di queste e rappresenta l'evoluzione più recente di tutta la famiglia.

### Filogenesi
Il gruppo di questa voce è descritto nella tribù Astereae, una delle 21 tribù della sottofamiglia Asteroideae). Da un punto di vista filogenetico, la tribù Astereae fa parte del supergruppo (o sottofamiglia) "Asteroideae grade"; l'altro è il supergruppo "Non-Asteroideae" contenente il resto delle sottofamiglie delle Asteraceae. All'interno del supergruppo è vicina alle tribù Senecioneae, Calenduleae, Gnaphalieae e Anthemideae.
I caratteri più notevoli della tribù Astereae sono: la base delle antere sono prive di code e non sono calcarate (speronate); le linee stigmatiche dei bracci dello stilo sono totalmente separate; i due bracci dello stilo hanno una forma breve o allungata da lanceolata a deltoide e possono essere papillosi o ricoperti da ciuffi di peli (all'esterno, mentre all'interno sono glabri). La distribuzione della maggior parte delle specie di questo gruppo è nelle regioni temperate nord e sud.
In base alle ultime ricerche nella tribù sono stati individuati (provvisoriamente) 5 principali lignaggi:
- Basal grade: include alcuni generi isolati, il gruppo "South American-Oceania",  alcune sottotribù africane e il gruppo dei generi legnosi del Madagascar.
- Bellis lineage: comprende le sottotribù eurasiatiche e una sottotribù africana.
- Aster lineage: include i generi asiatici di Asterinae e i principali gruppi dell'Australia e dell'Oceania.
- Baccharis lineage: include alcuni gruppi sudamericani.
- North American lineage: include la vasta gamma di sottotribù del Nordamerica, Messico e alcuni gruppi distribuiti nel Sudamerica.

La sottotribù di questa voce è inclusa nel lignaggio Bellis lineage relativo agli areali dell'Africa, Madagascar e Asia sud-est. Questo gruppo, esclusi i taxa americani (Egletes e Plagiocheilus) e asiatico-australi (Erodiophyllum) è monofiletico; tuttavia molti taxa dell'Asia meridionale non sono ancora ben conosciuti e rimangono ancora alcuni taxa incerti (vedi il gruppo Incertae sedis).
La sottotribù è divisa in tre gruppi:
- (1) gruppo eterogeneo formato dai generi: Ceruana - Colobanthera  - Dacryotrichia  - Dichrocephala  - Grangea  - Grangeopsis  - Grauanthus  - Gyrodoma  - Mtonia  - Nidorella  - Rhamphogyne ;
- (2) "Psiadia group" formato dai generi: Heteroplexis  - Microglossa  - Psiadia  - Welwitschiella  (a lungo considerata in Heliantheae o in Athroismeae[9]);
- (3) Incertae sedis: Cyathocline ; in questo gruppo sono comprese anche alcune specie (come Conyza incisa, Conyza ageratoides e Conyza stricta) del genere Conyza Less. attualmente considerato sinonimo di Erigeron L.; inoltre il genere Heteromma Benth., della sottotribù Homochrominae, è inserito anche in Grangeinae.[2]

Il cladogramma seguente (semplificato) mostra la posizione filogenetica di alcuni generi di questa sottotribù:
|  | sottotribù Bellidinae    |
|  |                          |
|  | sottotribù Chamaegerinae |
|  |                          |

|  | Conyza (alcune specie) |
|  |                        |
|  | Welwitschiella         |
|  |                        |
|  | Psiadia                |
|  |                        |

|  | Nidorella |
|  |           |
|  | Grangea   |
|  |           |

|  | Conyza (alcune specie) |
|  |                        |
|  | Welwitschiella         |
|  |                        |
|  | Psiadia                |
|  |                        |

|  | Nidorella |
|  |           |
|  | Grangea   |
|  |           |

|  | sottotribù Bellidinae    |
|  |                          |
|  | sottotribù Chamaegerinae |
|  |                          |

|  | Conyza (alcune specie) |
|  |                        |
|  | Welwitschiella         |
|  |                        |
|  | Psiadia                |
|  |                        |

|  | Nidorella |
|  |           |
|  | Grangea   |
|  |           |

|  | Conyza (alcune specie) |
|  |                        |
|  | Welwitschiella         |
|  |                        |
|  | Psiadia                |
|  |                        |

|  | Nidorella |
|  |           |
|  | Grangea   |
|  |           |

I caratteri distintivi delle specie di questa sottotribù sono:
- i fiori del raggio sono spesso mancanti o ridotti;
- il ricettacolo spesso ha la forma conica o ciatiforme;
- il pappo è ridotto o mancante;
- gli acheni sono privi di becco;
- le setole degli acheni talvolta hanno delle punte a forma di ancora;

Il numero cromosomico delle specie di questo gruppo è 2n = 18.

### Composizione della sottotribù
La sottotribù Grangeinae comprende 16 generi e 132 specie.
| Genere                            | N. specie                                                           | Distribuzione                                            | Caratteri più significativi | Numeri cromosomici | Fiori |
| --------------------------------- | ------------------------------------------------------------------- | -------------------------------------------------------- | --- | ------------------ | ----- |
| Ceruana Forssk., 1775             | Una specie: Ceruana pratensis Forssk., 1775                         | Africa centrale                                          | Il ricettacolo, piano, è provvisto di pagliette. - I fiori esterni sono tubolari senza lembo. |                    |       |
| Colobanthera Humbert, 1923.       | Una specie: Colobanthera waterlotii Humbert, 1923                   | Madagascar                                               | I fiori del disco sono funzionalmente staminali. - I fiori del disco e gli acheni sono largamente fusiformi. - Le antere sono prive delle appendici apicali. - Il ricettacolo è piatto.                  |                    |       |
| Cyathocline Cass., 1829           | Una specie: Cyathocline purpurea (Buch.-Ham. ex D.Don) Kuntze, 1891 | Asia sud-orientale                                       | I fiori del disco sono funzionalmente maschili. - Le appendici apicali delle antere sono presenti. - Il ricettacolo ha la forma di una cupola.                                                           | 2n = 18            |       |
| Dacryotrichia Wild, 1973          | Una specie: Dacryotrichia robinsonii Wild, 1973                     | Zambia                                                   | I capolini sono omogami. - Gli acheni non sono alati. - I segmenti del pappo non sono fusi alla base. |                    |       |
| Dichrocephala L'Her. ex DC., 1833 | 4                                                                   | Africa (centrale e meridionale) e Asia (meridionale)     | Le foglie sono più o meno divise. - I fiori sono tutti tubulosi. - Il pappo ha un anello papilloso, oppure 1 o 2 setole fuse alla base, oppure è mancante.                                               |                    |       |
| Grangea Adans., 1763              | 10                                                                  | Africa centrale e meridionale e Asia meridionale         | Il ricettacolo varia da emisferico a conico oppure è colonnare. - La corolla dei fiori del disco ha dei lobi ampi e patenti. - Il pappo è parzialmente fuso in una corona di scaglie dentate o lacerate. |                    |       |
| Grangeopsis Humbert, 1923         | Una specie: Grangeopsis perrieri Humbert, 1923                      | Madagascar                                               | I capolini sono omogami. - Gli acheni sono ampiamente alati. - I segmenti del pappo sono fusi alla base.                                                                                                 |                    |       |
| Grauanthus Fayed, 1979            | 2                                                                   | Africa centrale                                          | I fiori femminili non sono del tipo radiato. - Gli apici dei fiori femminili hanno 4 denti. - Il ricettacolo è piatto o scarsamente convesso                                                             |                    |       |
| Gyrodoma Wild, 1974               | Una specie: Gyrodoma hispida (Vatke) Wild, 1974                     | Mozambico                                                | Le foglie sono pennatifide con lobi dentati. - La corolla dei fiori femminili è di tipo radiato. - Il ricettacolo varia da emisferico a conico.                                                          |                    |       |
| Heteroplexis C.C.Chang, 1937      | 3                                                                   | Cina                                                     | Il portamento è più o meno arbustivo. - Le foglie sono usualmente sessili. - I lobi dei fiori del disco sono disuguali (i lobi esterni sono più lunghi)                                                  |                    |       |
| Microglossa DC., 1836             | 10                                                                  | Africa centrale e Asia orientale                         | Le piante non sono glutinose. - Le venature delle foglie sono decisamente ascendenti e longitudinali. - I fiori del disco sono bisessuali.                                                               |                    |       |
| Mtonia Beentje, 1999              | Una specie: Mtonia glandulifera Beentje, 1999                       | Tanzania                                                 | Le foglie sono intere e semplici. - La corolla dei fiori femminili è di tipo radiato. - Il ricettacolo ha delle forme convesse o toroidali.                                                              |                    |       |
| Nidorella Cass., 1825             | 30                                                                  | Africa e in Asia meridionale                             | I capolini sono eterogami e radiati. - Il pappo normalmente è formato da 12 - 50 lunghe setole. - Il ricettacolo è piano-convesso;                                                                       | 2n = 18            |       |
| Psiadia Jacq., 1797               | 64                                                                  | Africa orientale e meridionale, Penisola Arabica e India | Le venature delle foglie sono pennate. - I fiori del raggio sono disposti su parecchie serie. - Il pappo è formato da corte setole connate alla base.                                                    |                    |       |
| Rhamphogyne S.Moore, 1914         | Una specie: Rhamphogyne rhynchocarpa (Balf.f.) S.Moore, 1914        | Rodrigues                                                | I fiori del disco sono bisessuali. - I fiori del disco sono più numerosi di quelli del raggio. - Le brattee dell'involucro sono cigliate e sono circa 6. - Gli acheni sono obcompressi.                  |                    |       |
| Welwitschiella O.Hoffm, 1893      | Una specie: Welwitschiella neriifolia O.Hoffm, 1893                 | Angola e Zambia                                          | I capolini sono del tipo disciforme. - Il ricettacolo è privo di pagliette a protezione della base dei fiori.                                                                                            |                    |       |

### Visione sinottica della sottotribù
L’elenco seguente utilizza in parte il sistema delle chiavi analitiche (vengono cioè indicate solamente quelle caratteristiche utili a distingue un taxon dall'altro):
Gruppo eterogeneo
- 1A: il ricettacolo è provvisto di pagliette;

Ceruana  Forssk.
- 1B: il ricettacolo è privo di pagliette;

- 2A: il pappo è composto di 3 - 50 setole separate, snelle o piatte;

- 3A: i capolini sono eterogami con fiori periferici femminili;

- 4A: il pappo è formato da 3 - 8 corte setole; il ricettacolo è conico;

Grangea grangeoides  (J.-P.Lebrun & Stork) Beentje & O.Lachenaud. (In alcune trattazioni questa specie è indicata come Akeassia grangeoides  J.-P.Lebrun & Stork)
- 4B: il pappo normalmente è formato da 12 - 50 lunghe setole; il ricettacolo è piano convesso;

Nidorella  Cass..
- 3B: i capolini sono omogami;

- 5A: gli acheni sono ampiamente alati; i segmenti del pappo sono fusi alla base;

Grangeopsis  Humbert.
- 5B: gli acheni non sono alati; i segmenti del pappo non sono fusi alla base;

Dacryotrichia  Wild.
- 2B: il pappo è rudimentale o mancante (raramente con 1 o 2 setole);

- 6A: i fiori del disco sono funzionalmente maschili;

- 7A: le antere sono prive delle appendici apicali; il ricettacolo è piatto;

Colobanthera  Humbert.
- 7B: le appendici apicali delle antere sono presenti; il ricettacolo ha la forma di una cupola;

Cyathocline  Cass..
- 6B: i fiori del disco sono bisessuali;

- 8A: la corolla dei fiori femminili è di tipo radiato;

- 9A: le foglie sono pennatifide con lobi dentati; il ricettacolo varia da emisferico a conico;

Gyrodoma  Wild.
- 9B: le foglie sono intere e semplici; il ricettacolo ha delle forme convesse o toroidali;

Mtonia  Beentje.
- 8B: la corolla dei fiori femminili non è di tipo radiato;

- 10A: il ricettacolo è piatto o scarsamente convesso;

Grauanthus  Fayed.
- 10B: il ricettacolo varia da emisferico a conico oppure è colonnare;

- 11A: il pappo ha un anello papilloso, oppure 1 o 2 setole, oppure è mancante; la corolla dei fiori del disco è campanulata con lobi non patenti;

Dichrocephala  L'Hér. ex DC.
- 11B:  il pappo è parzialmente fuso in una corona di scaglie dentate o lacerate; la corolla dei fiori del disco ha dei lobi ampi e patenti;

Grangea  Adans.
Alla chiave precedente va aggiunto il genere Rhamphogyne S. Moore aggiunto recentemente.
Psiadia group
- 1A: i lobi dei fiori del disco sono disuguali (i tre lobi esterni sono più lunghi);

Heteroplexis  C.C. Chang.
- 1B: i lobi dei fiori del disco sono tutti uguali;

- 2A: le piante non sono glutinose; le venature delle foglie sono decisamente ascendenti e longitudinali; i fiori del disco sono bisessuali;

Microglossa  DC..
- 2B:  le piante sono glutinose; le venature delle foglie sono pennate; i fiori del disco sono funzionalmente maschili;

- 3A: le venature delle foglie sono pennate; il pappo è formato da corte setole connate alla base; i fiori del raggio sono disposti su parecchie serie;

Psiadia  Jacq. ex Willd.
- 3B: la venatura delle foglie è unica; il pappo è formato da scaglie; i fiori del raggio sono disposti su 1 - 2 serie;

Psiadia humilis  (Humbert) G.L.Nesom. (In alcune trattazioni questa specie è indicata come Psiadiella humilis Humbert)
Alla chiave precedente va aggiunto il genere Welwitschiella  O.Hoffm, aggiunto recentemente, e il genere Sarcanthemum Cass., 1818  (una specie: Sarcanthemum coronopus Cass.) la cui posizione è incerta.

### Generi della flora spontanea italiana
Nella flora spontanea italiana sono presenti i seguenti generi di questo gruppo:
- Dichrocephala:  Dichrocephala integrifolia  (L.f.) Kuntze - Dicrocefala.

### Generi esclusi per riclassificazione
In base alla precedente tassonomia della sottotribù le seguenti entità sono state trasferite:
- Genere Egletes Cass.: trasferito nella sottotribù  Egletinae).
- Genere  Heteromma Benth.: trasferito nella sottotribù  Homochrominae).
- Genere  Plagiocheilus Arn. ex DC.: trasferito nella sottotribù  Baccharidinae).